# Монмутський замок
Монмутський замок (англ. Monmouth Castle) — замок у Великій Британії, Уельс, Монмутшир. Розташований у містечку Монмут.

## Історія замку
Замок було зведено між 1067 та 1071 роками у стратегічно важливому місці злиття річок Вай і Монноу. Первинно він належав Вільяму Фіц-Осберну, соратнику Вільгельма Завойовника і графу Герефорду, та являв собою дерев'яну вежу, оточену частоколом. На початку XII століття на місці цієї споруди було зведено кам'яний замок, а у XIII столітті додано Круглу вежу.
До 1267 року Монмут залишався в руках норманських лордів, а згодом перейшов до сина Генріха III — Едмунда Горбуна (англ. Crouchback), графа Ланкастерського. Едмунд додав до південної сторони Головної вежі велику прямокутну будівлю, що складалась з однієї зали, в якій аж до XVII століття проходили судові засідання. В середині XIV століття за часів Генрі Гросмонтського було влаштовано верхній ярус Головної вежі. Окрім того у її стінах були прорізані великі, багато декоровані вікна, поставлено нові двері й оновлено покриття даху. Вважається, що саме у цій вежі у 1387 році народився майбутній король Генріх V.
За часів Англійської революції Монмут тричі перходив із рук в руки. Окрім того замок зазнав короткої, але важкої облоги, в ході якої було підірвано Головну вежу, а 22 грудня 1647 року солдати Кромвеля зруйнували Круглу вежу. У 1673 році Генрі Сомресет, герцог Бофорт, звів на місці Круглої вежі Великий дім (англ. Great Castle House). Під час будівництва були використані камені від зруйнованих будівель. З 1875 року у Великому домі розміщувався штаб Королівських інженерних військ Монмутширу.

## Інформація для відвідувачів
Замок відкрито для відвідування упродовж усього року.
- З квітня до жовтня — щоденно з 14.00 до 17.00.
- З листопада до березня — у суботу та неділю з 14.00 до 16.00.

Вхід безкоштовний, але пожертви вітаються.